# Předslav
Předslav település Csehországban, a Klatovyi járásban. Předslav Měčín, Plánice, Ostřetice, Újezd u Plánice, Švihov, Klatovy és Bolešiny településekkel határos. Lakosainak száma 829 fő (2024. január 1.).

## Népesség
A település lakosságának változását az alábbi diagram mutatja:
| Lakosok száma | 1831 | 1918 | 1783 | 1134 | 900  | 698  | 754  | 791  | 815  | 829  |
|               | 1869 | 1890 | 1921 | 1950 | 1980 | 2001 | 2017 | 2019 | 2022 | 2024 |